# Paradiestrammena vitalisi
Paradiestrammena vitalisi är en insektsart som beskrevs av Lucien Chopard 1919. Paradiestrammena vitalisi ingår i släktet Paradiestrammena och familjen grottvårtbitare. Inga underarter finns listade i Catalogue of Life.